# Bettina Tietjen

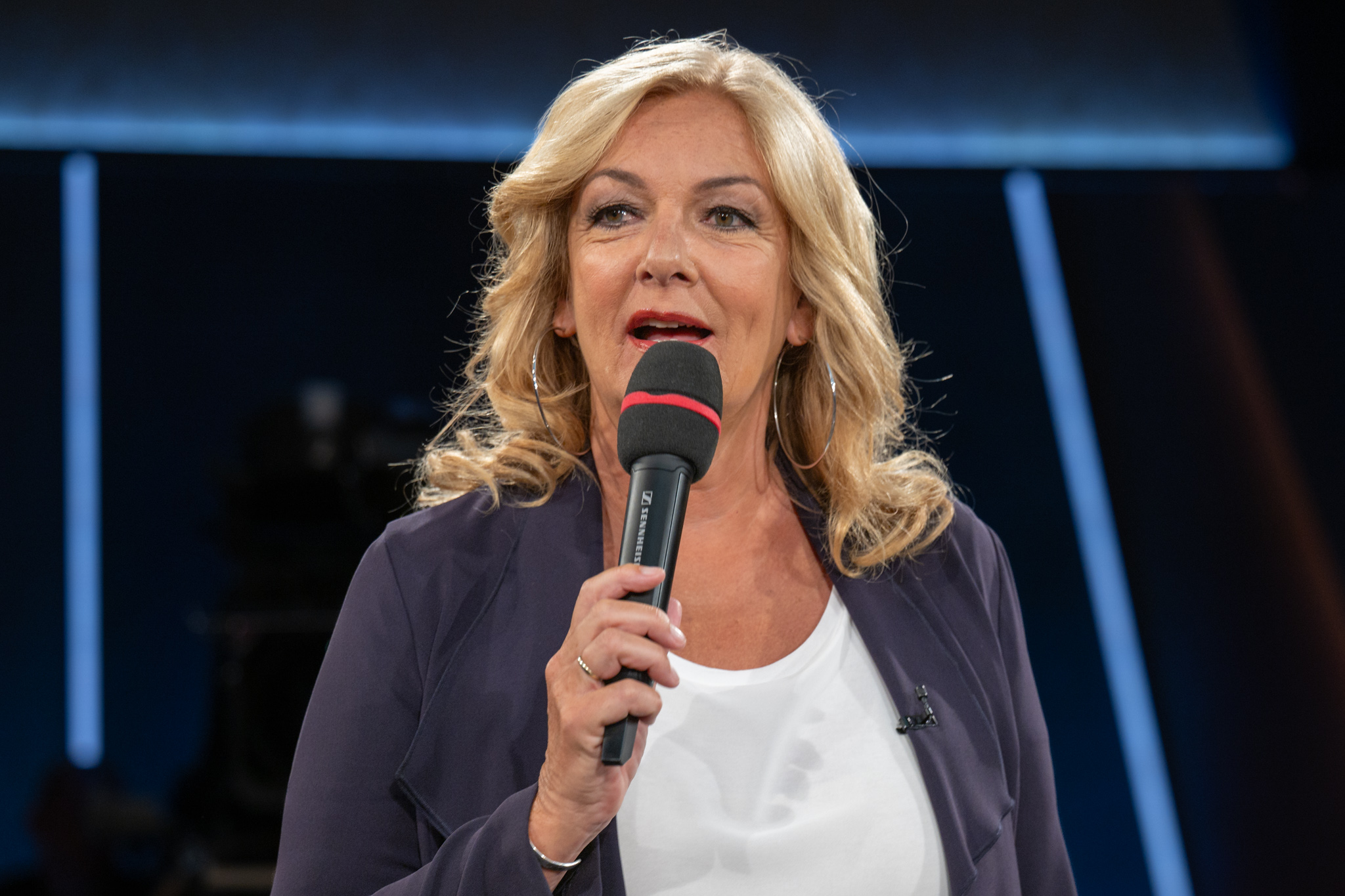
Bettina Tietjen, 2023

Bettina Tietjen (* 5. Januar 1960 als Bettina Schniewind in Wuppertal-Elberfeld) ist eine deutsche Fernsehmoderatorin und Buchautorin.

## Leben und Wirken
Tietjens Vater war Architekt und ihre Mutter Hausfrau. Aufgewachsen ist sie mit zwei Schwestern in Wuppertal. Ihr Studium der Germanistik, Romanistik und Kunstgeschichte absolvierte sie in Münster und Paris.
Nach dem Studium war sie als Reporterin und Autorin unter anderem für den RIAS Berlin, den NDR und verschiedene Zeitungsverlage tätig. Sie moderierte das RIAS-Frühstücksfernsehen, die Aktuelle Stunde im WDR Fernsehen, das Journal der Deutschen Welle und moderiert bis heute die Sendung DAS! im NDR Fernsehen.
Von Januar 1997 bis September 2007 war sie, gemeinsam mit Eva Herman, Gastgeberin der Talkshows Stargeflüster und Herman und Tietjen. Seit dem 12. Oktober 2007 moderierte sie gemeinsam mit Yared Dibaba ein ähnliches Format, das drei Sendungen lang unter dem Titel Talk mit Tietjen produziert wurde und danach in Die Tietjen und Dibaba umbenannt wurde. Im September 2009 wurde Yared Dibaba durch Eckart von Hirschhausen ersetzt, der Name der Sendung lautete Tietjen und Hirschhausen. Zum 28. November 2014 verließ Hirschhausen die Talkshow auf eigenen Wunsch. Vom 6. Februar 2015 bis 12. Juli 2019 führte Tietjen gemeinsam mit Alexander Bommes durch die Sendung, deren neuer Name zunächst Bettina und Bommes und ab  9. Juni 2017 Tietjen und Bommes lautete. Ab dem 9. August 2019 wurde die Sendung in das Format der NDR Talk Show integriert und trägt auch dessen Namen. Tietjen ist weiterhin feste Moderatorin, gemeinsam mit Jörg Pilawa als Co-Moderator.
Von September 2008 bis März 2020 moderierte Tietjen außerdem sonntags die Sendung Tietjen talkt beim Radiosender NDR 2.
Seit 2011 moderiert sie außerdem im NDR Fernsehen das Fernsehquiz Wer hat’s gesehen? Im November 2017 widmete das NDR Fernsehen ihr eine einstündige Sendung in der Reihe Das Beste am Norden.
2003 erschien ihre CD Swing It!, auf der sie gemeinsam mit ihrer damaligen Talkpartnerin Eva Herman, Max Raabe und Hape Kerkeling Swing-Klassiker singt.
Im Jahr 2009 engagierte sich Bettina Tietjen ehrenamtlich als offizielle „Bootschafterin“ der Deutschen Gesellschaft zur Rettung Schiffbrüchiger. Seit März 2009 engagiert sie sich unter anderem auch für die McDonald’s Kinderhilfe-Stiftung. Sie ist Schirmherrin des Ronald McDonald Hauses Kiel und setzt sich für Familien schwerkranker Kinder ein. In Hamburg-Harburg hat Bettina Tietjen die Schirmherrschaft für das dort entstehende DRK-„Hospiz für Hamburgs Süden“ übernommen.
Ihr Buch Unter Tränen gelacht. Mein Vater, die Demenz und ich las Tietjen selbst als Hörbuch ein. Zudem bespricht sie ihr Buch gemeinsam mit Nina Ruge in der Podcast-Serie Zellfrisch. In dem Kinofilm Horst Schlämmer – Isch kandidiere! hatte sie einen Cameo-Auftritt.
Bettina Tietjen ist verheiratet und lebt mit ihrem Mann und den beiden gemeinsamen Kindern in Hamburg-Eißendorf. Sie ist passionierte Camperin.
Im September 2020 startete die Serie Tietjen campt, in der sie an verschiedene Orte mit Prominenten zum Camping fährt. Die Gäste der ersten produzierten Episoden waren Matthias Matschke, Christine Urspruch, Elena Uhlig und Jürgen von der Lippe.

## Moderation

### Fortlaufend
- seit 1993: DAS! (NDR)
- seit 2019: NDR Talk Show
- seit 2020: DAS! Kochstudio (NDR)
- seit 2020: Tietjen campt (NDR)

### Mitwirkende
- Strassenstars (hr-fernsehen)

### Früher
- 2017–2019: Tietjen und Bommes (NDR)
- 2014–2017: Bettina und Bommes (NDR)
- 2009–2014: Tietjen und Hirschhausen (NDR)
- 2007–2009: Die Tietjen und Dibaba (NDR)
- 2007: Talk mit Tietjen (NDR)
- 1997–2007: Herman und Tietjen (NDR)
- 1997: Stargeflüster (NDR)
- 2011–2014: Die besten Witze von A bis Z (NDR)
- 2011–2014: Unser NDR – reden wir drüber! (NDR)
- 2012–2014: Best of Talk (NDR)
- 2011: Tietjen auf Touren (NDR)
- 2009–2011: Und es schmeckt doch (WDR)
- 2011–2015: Wer hat´s gesehen? (NDR)
- 2006: Der Norden singt! (NDR)
- 2004: Hätten Sie’s gewusst? (NDR)
- 2003: Das 80er Jahre Quiz (NDR)

## Filmografie (Auswahl)

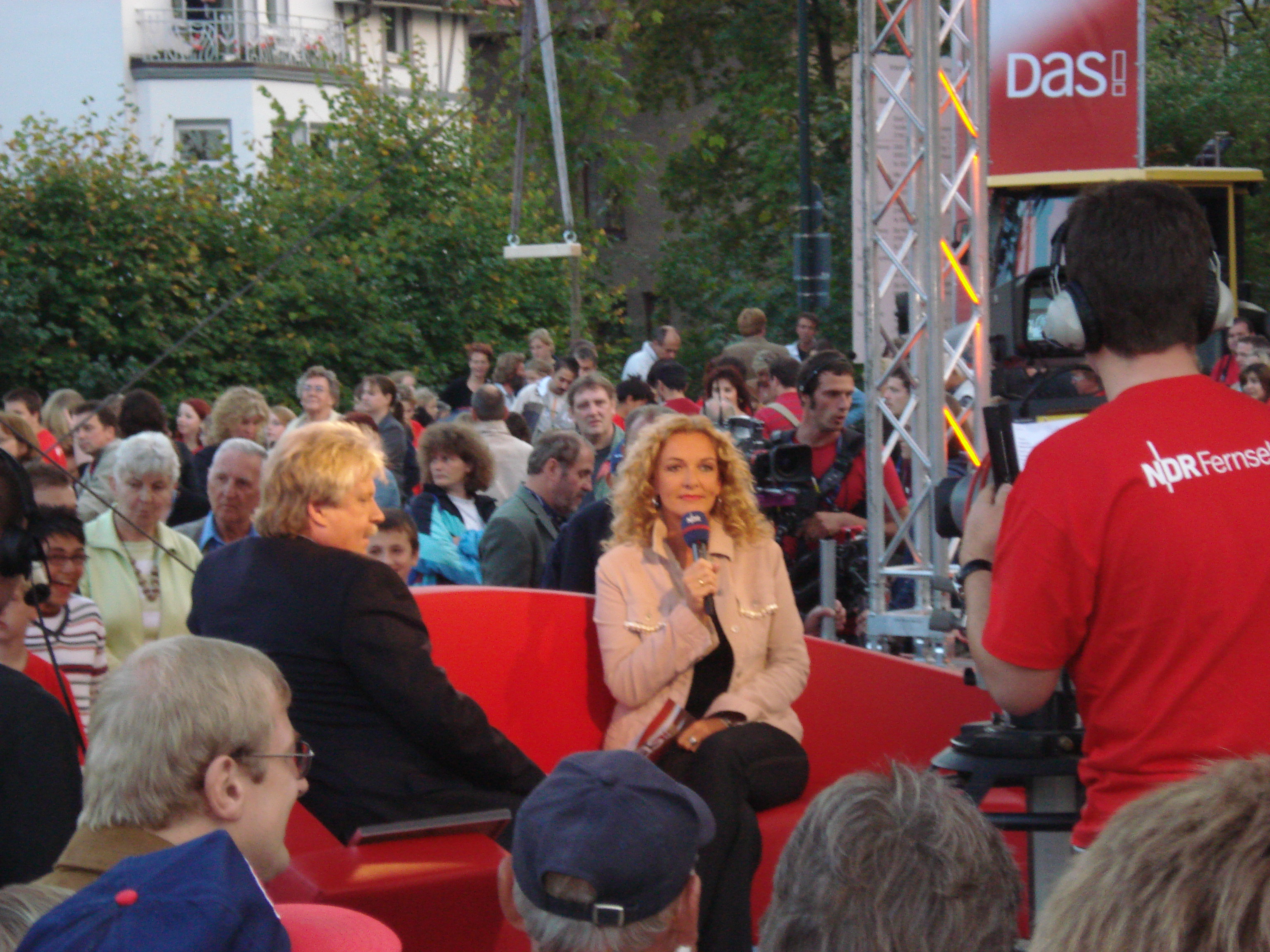
Bettina Tietjen mit Klaus Baumgart bei einer DAS!-Sendung in Delmenhorst, 28. September 2006

- 1996: Adelheid und ihre Mörder – Wellenlänge Mord
- 2002: Großstadtrevier – Mutprobe
- 2011: Pastewka – Die Entschuldigung
- 2013: Großstadtrevier – Der zweite Mann
- 2015: Der Klügere kippt nach (Folge 6)
- seit 2020: Tietjen campt

## Veröffentlichungen
- Unter Tränen gelacht. Mein Vater, die Demenz und ich. Piper Verlag, München 2015, ISBN 978-3-492-05642-7.
- Tietjen auf Tour: Warum Camping mich glücklich macht. Piper Verlag, München 2019, ISBN 978-3-492-06100-1.
- Früher war ich auch mal jung. Piper Verlag, München 2022, ISBN 978-3-492-07116-1.

## Hörbücher
- 2015: Unter Tränen gelacht. Mein Vater, die Demenz und ich. OSTERWOLDaudio (Hörbuch Hamburg), ISBN 978-3-86952-257-9 (gelesen von der Autorin)
- 2021: Tietjen auf Tour – Warum Camping mich glücklich macht. OSTERWOLDaudio, EAN 9783844927382 (gelesen von der Autorin)
- 2022: Früher war ich auch mal jung, Hörbuch Hamburg, ISBN 978-3-86952-536-5 (gelesen von der Autorin)